# Jambewungu
Jambewungu is een bestuurslaag in het regentschap Bondowoso van de provincie Oost-Java, Indonesië. Jambewungu telt 1799 inwoners (volkstelling 2010).